# Otto Zweifel (Künstler)
Otto Emil Zweifel (* 5. September 1910 in Zürich; † 2. Januar 1977 in Luzern) war ein Schweizer Künstler.
Zweifel leistete einen wesentlichen Beitrag die Kultgeräte in der katholischen Kirche in der Schweiz den neuen Liturgieformen gemäss zu entwickeln und gemäss einem zeitgenössischen Kunstverständnis entsprechend zu gestalten. Als gelernter Gold- und Silberschmied hat er die Entwicklung moderner Kultgeräte, wie sie unter anderem durch Beschlüsse des II. Vatikanischen Konzils möglich wurden, entscheidend geprägt. Als Absolvent der Kunstgewerbeschule Zürich verfügte Otto Zweifel über eine fundierte Ausbildung im figürlichen Gestalten. Diese fand nicht nur Ausdruck in konkreten Werken, sondern war auch Ausgangspunkt für die notwendigen Vereinfachungen in den frühen Emailarbeiten und die erfolgreiche Abstraktion der künstlerischen Sprache. In der Spätphase seines Schaffens verwischen sich die Grenzen zwischen abstrakter Kunst (vornehmlich Bilder in Email und Acryl) und der Gestaltung von zeitgenössischen Kelchen.

## Leben und Wirken

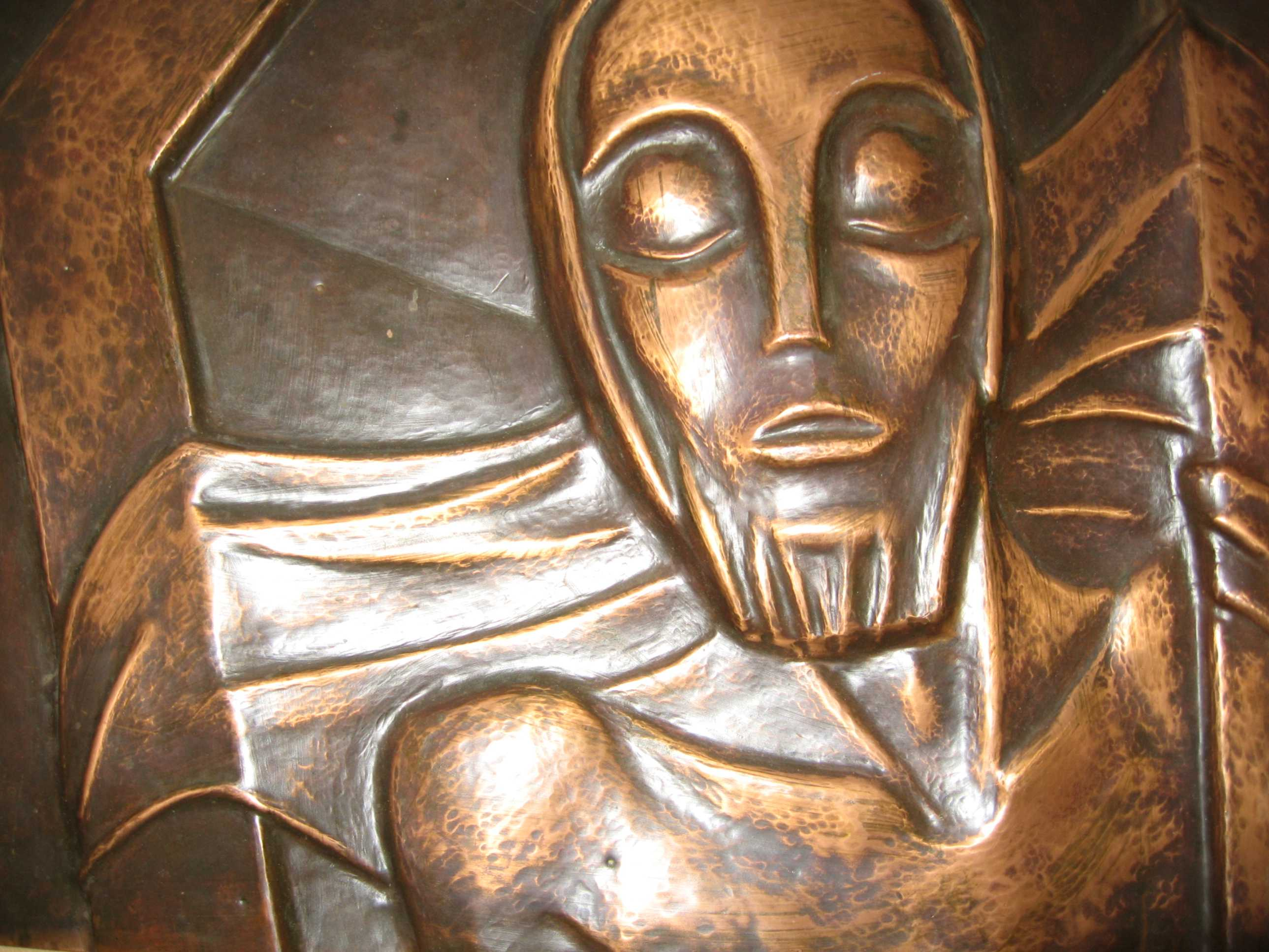
Musterbild aus getriebenem Kupferblech für den Kreuzweg auf der Rigi

Die Werke – vornehmlich Kelche und Bilder in Acryl, Tempera oder Email, die Otto Zweifel in seinem selbständigen Atelier über die Jahre schuf, befinden sich hauptsächlich im Privatbesitz. Im öffentlichen Raum ist etwa der Kreuzweg auf der Rigi zu sehen, der kürzlich fachgerecht restauriert wurde. Die 14 Stationen aus getriebenem Kupferblech zeigen die Leidensgeschichte Jesu in eindrücklichen Bildern anhand aussagekräftiger Gesichter. Ein weiteres Beispiel ist der Tabernakel der Kirche Sankt Urs und Viktor in Subingen. Die Türen des Tabernakels, der links vom Hauptaltar in die Wand eingelassen ist, sind auch aus getriebenem und vergoldetem Silberblech gearbeitet. Welche Entwicklung der Künstler im Verlauf der Jahre durchmachte kann beim Betrachten des Tabernakels in der röm.-kath. Kirche von Killwangen erahnt werden.

### Ausstellungen
- Schweizerische Landesausstellung, Zürich 1939
- gewijde kunst '62, Brugge 1962
- III. Biennale christlicher Kunst der Gegenwart, Salzburg 1962
- Das Kreuz in der Kunst der Gegenwart, Zurzach 1966
- Der Tod in der Kunst der Gegenwart, Zurzach 1971
- Mensch unter Menschen, Zurzach 1974
- Bilder in Tempera und Acryl, Luzern 1974
- Bilder in Acryl, Tempera und Email, Kunstkeller Kriens 1975